# Cantó de La Couronne
El cantó de La Couronne és un cantó francès del departament del Charente, situat al districte d'Angulema. Té 7 municipis i el cap és La Couronne.

## Municipis
- Fléac
- La Couronne
- Nersac
- Puymoyen
- Roullet-Saint-Estèphe
- Saint-Michel
- Vœuil-et-Giget

## Història
| Data d'elecció                           | Identitat           | Partit           | Qualitat |
| ---------------------------------------- | ------------------- | ---------------- | -------- |
| 1970-1988                                | Angel Motard        | SFIO, després PS |          |
| 1988-1994                                | Jean-Paul Kerjean   | UDF-CDS          |          |
| 1994-2001                                | Bernard Desbordes   | PS, després MDC  |          |
| 2001-2008                                | Patrick Fontanaud   | Les Verts        |          |
| 2008-                                    | Jean-François Dauré | PS               |          |
| les dades anteriors no són pas conegudes |                     |                  |          |
|                                          |                     |                  |          |